# L'Atelier (album)
Pour les articles homonymes, voir L'Atelier et Atelier (homonymie).
Albums de Tarmac
Notre époque
(2003)
L'Atelier est le premier album du groupe français Tarmac sorti le 27 décembre 2001 sur le label Atmosphériques.

## Historique
Cet album de Gaëtan Roussel et Arnaud Samuel est le premier de leur groupe Tarmac, projet parallèle des deux membres de Louise Attaque. Tous les titres sont de Tarmac pour la musique et de Gaëtan Roussel  pour les textes, à part La Ballade des gens qui sont nés quelque part qui est de Georges Brassens.

## Liste des titres de l'album
1. Tu semblante - 2:14
2. Charleston - 4:34
3. Tordu tour du monde - 2:24
4. Dis-moi c'est quand... - 3:48
5. International - 2:10
6. Inùtil - 4:17
7. Tout un pan de moi - 3:03
8. L'Atelier - 5:39
9. Ce sourire est pour moi - 3:54
10. Longtemps - 2:12
11. Cher oubli - 4:32
12. Faustino fatal - 2:39
13. La Ballade des gens qui sont nés quelque part - 4:23
14. Des frontières aux pays / Tordu tour du monde - 5:47

## Musiciens ayant participé à l'album
- Gaëtan Roussel : chant, guitare, percussions
- Arnaud Samuel : violon, mandoline, mélodica, percussions
- David Antoniw : trompette (titres 2 et 9)